# Christian Anatole
Christian Anatole (* 29. Oktober 1937 in Montpellier; † 11. Juli 1987 in Cullera) war ein französischer Romanist und Okzitanist.

## Leben
Crestian Anatoli studierte in Montpellier und schloss in den 1960er-Jahren ab mit der Arbeit Comptes du consulat de la mer de Montpellier pour l'année 1469. Texte occitan, établi, traduit et commenté. Er lehrte als Professor für vergleichende Literaturwissenschaft in Toulouse.

## Schriften
- (Hrsg.) Poësies diversses de Demoizelle Suzon de Terson 1657-1685, Lavit 1968
- Nouvelle histoire de la littérature occitane (mit Robert Lafont), 2 Bde., Paris 1970 (katalanisch : Història de la literatura occitana, Barcelona 1973)
- Approche sociologique du fait littéraire occitan. Etudes romanes, Toulouse-Le Mirail 1978
- (Hrsg.) Ethnotextes d'Ariège, Toulouse 1981
- (Hrsg.) Pierre Godolin 1580-1649. Actes du colloque international, Université de Toulouse-Le Mirail, 8-10 mai 1980, Toulouse 1983
- (Hrsg.) Pierre-Roch de Roussillon, De l'Andorre, Toulouse 1985 (Original von 1823)
- (Hrsg.) René Nelli (1906-1982). Actes du colloque de Toulouse, 6 et 7 décembre 1985, Béziers 1986
- (Hrsg.) Jean Boudou 1920-1975. Actes du colloque de Naucelle, 27-28-29 septembre 1985, Béziers 1987